# هوانگ تنگ فانگ
هوانگ تنگ فانگ، (به چینی: 黄廷芳) (زاده ۱۹۲۸ - درگذشته ۲ فوریه ۲۰۱۰) کارآفرین، سرمایه‌گذار و مدیر ارشد اجرایی هنگ کنگی-سنگاپوری بود، که در سال ۱۹۸۱ شرکت سینو لند را تأسیس نمود.